# Cosaques de Semiretchie

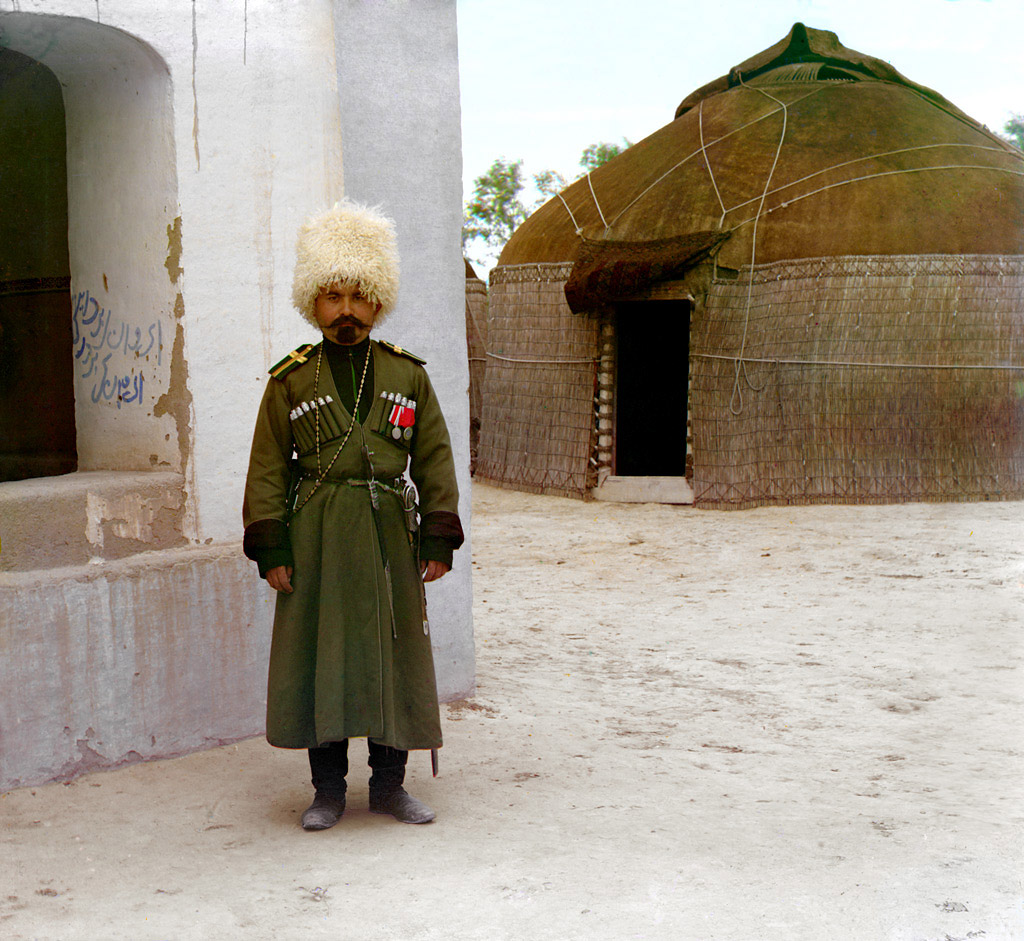
Cosaques de Semiretchie, 1911.

Les cosaques de Semiretchie (en russe : Семиреченские казаки́) sont une communauté cosaque de l’empire russe située dans l’oblast de Semiretchie (région des sept rivières, actuellement au Kazakhstan et Kirghizistan). Elle date de 1867 et exista jusqu’à la révolution russe. L’état-major était situé à Verniy.

## Histoire
L’armée cosaque de Semiretchie a été créée en 1867 à partir des 9e et 10e régiments des Cosaques de Sibérie (devenant les 1er et 2e régiments des Cosaques de Semiretchie). Ils participent à l’expédition de Khiva en 1873 ainsi qu’à la répression de la révolte des Boxers en 1900.
Au début du XXe siècle, les Cosaques de Semiretchie fournissaient en temps de paix un régiment de cavalerie (4 sotnias) et une section de garde à l’armée impériale russe. En temps de guerre les effectifs passaient à trois régiments et douze sotnias indépendantes. En 1914 les Cosaques de Semiretchie représentaient une population de 22 473 individus.
Lors de la guerre civile russe une majorité de cosaques s’engagea du côté des armées blanches, notamment sous les ordres de l’ataman Doutov. Avec la défaite un grand nombre de familles part en exil en Chine voisine.

## Couleurs

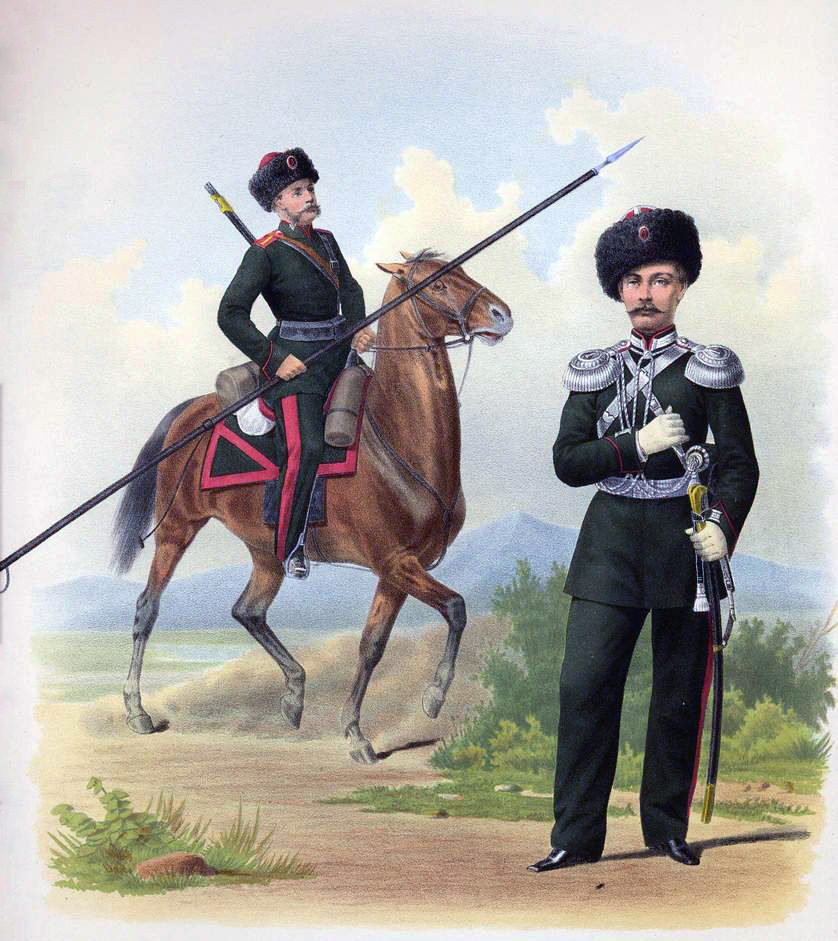
Cosaque et officier de l’armée cosaque de Semiretchie, 1881.

Les cosaques de Semiretchie portent traditionnellement des bandes de pantalon et des casquettes à bandeaux écarlates sur un uniforme gris-bleu ou vert foncé. À partir de 1911 les pattes d’épaules écarlates sont marquées des lettres « См. » (Sm.).